# Luís Machado de Mendonça Eça Castro e Vasconcelos
Luís Machado de Mendonça Eça Castro e Vasconcelos foi um moço-fidalgo da Casa Real, 10.º senhor das Terras de Entre Homem e Cávado (Amares), da Quinta da Torre em Ferreiros (Amares), do vínculo dos Mendonça Avé-Maria, alcaide-mor de Mourão e da Vila do Casal (1816), da comenda da Vila de Seixo do Ervedal (1816) e do Casal de Semeice, entre outros, na Ordem de Avis.

## Dados genealógicos
Filho de:
- Jorge Francisco Machado de Mendonça Eça Castro e Vasconcelos, filho de Luís Carlos Machado de Mendoça Eça Castro e Vasconcelos, 7º senhor de Entre Homem e Cávado, e de D. Isabel Catarina Henriques, filha de D. Jorge Henriques Pereira[5]. Neto de Félix José Machado de Mendonça Eça Castro e Vasconcelos, 3.º marquês de Montebello e conde de Amares.
- D. Luísa Antónia de Saldanha Oliveira e Sousa, filha de João Pedro de Saldanha Oliveira e Sousa, Senhor dos morgados de Oliveira, Vale de Sobrados e Barcarena, e da quinta da Azinhaga, e de D. Inês Antónia Domingas Josefa Raimunda da Silva

Casou, em 27 de Novembro de 1802, com:
- Maria Ana de Saldanha de Oliveira e Daun (1 de Dezembro de 1779 - 31 de Janeiro de 1827), filha de João Vicente de Saldanha Oliveira e Sousa Juzarte Figueira (1746-1804), 1º conde de Rio Maior, e de D. Maria Amália de Carvalho e Daun, filha do 1.º Marquês de Pombal.

Teve:
- Maria Amália Machado Eça Castro e Vasconcelos Magalhães Orosco e Ribera casada com D. José Maria Rita de Castelo-Branco, 1º conde da Figueira[6]